# Akrecja sferyczna
Akrecja sferyczna – sferycznie symetryczne opadanie materii na obiekt centralny pod wpływem jego przyciągania grawitacyjnego.
Stacjonarny (niezależny od czasu) przepływ akrecyjny o takiej geometrii znany jest pod nazwą akrecji Bondiego. Tempo akrecji materii jest w takim przypadku całkowicie określone przez właściwości ośrodka otaczającego centrum grawitacji (np. ośrodka międzygwiazdowego) na dużych odległościach, w tym przede wszystkim przez prędkość dźwięku w ośrodku. Prędkość opadającej materii jest w dużej odległości niewielka, ale rośnie z malejącą odległością i bliżej centrum staje się z reguły naddźwiękowa.
Akrecja sferyczna występuje, gdy obiekt (gwiazda) nie porusza się z prędkością naddźwiękową względem ośrodka, a opadająca materia nie ma znaczącego momentu pędu (nie obraca się). Możliwość występowania takiego procesu rozważa się m.in. w kontekście aktywnych jąder galaktyk (dla galaktyk eliptycznych, szczególnie tych mało aktywnych) oraz w kontekście centrum naszej Galaktyki, jako jedno z możliwych wyjaśnień aktywności źródła Sgr A*.

## Podstawowe równania
Rozważmy przepływ sferycznie symetryczny na obiekt o masie M. Zakładając stacjonarność i adiabatyczność przepływu, brak lepkości i pól magnetycznych oraz ignorując pole promieniowania, równania Naviera-Stokesa mogą zostać zredukowane do układu dwóch równań (ciągłości i radialnej równowagi sił):
|  |  | {\displaystyle {\frac {1}{4\pi r^{2}}}{\frac {d}{dr}}(4\pi r^{2}\rho v)=0,} |  | (1) |

|  |  | {\displaystyle v{\frac {dv}{dr}}=-{\frac {1}{\rho }}{\frac {dp}{dr}}-{\frac {GM}{r^{2}}},} |  | (2) |

gdzie {\displaystyle v} oznacza prędkość, {\displaystyle \rho } gęstość, {\displaystyle p} zaś ciśnienie. Dwie ostatnie wielkości możemy związać politropowym równaniem stanu: {\displaystyle p=K\rho ^{\gamma },} gdzie {\displaystyle K} i {\displaystyle \gamma } są stałymi.
Scałkowanie powyższych równań od {\displaystyle r=\infty } (przy założeniu {\displaystyle p=0,} {\displaystyle \rho =0,} {\displaystyle v=0}) daje postać całkową równania ciągłości i równanie Bernoulliego:
|  |  | {\displaystyle -4\pi r^{2}\rho v={\dot {M}},} |  | (3) |

|  |  | {\displaystyle {\frac {1}{2}}v^{2}+{\frac {\gamma }{\gamma -1}}{\frac {p}{\rho }}-{\frac {GM}{r}}=E,} |  | (4) |

gdzie stałe całkowania {\displaystyle {\dot {M}}} i {\displaystyle E} należy interpretować jako tempo akrecji i stałą Bernoulliego.

## Prędkość dźwięku i punkt dźwiękowy
Wprowadzając prędkość dźwięku
|  |  | {\displaystyle c_{s}^{2}\equiv {\frac {dp}{d\rho }}=\gamma {\frac {p}{\rho }}} |  | (5) |

do równań (3) i (4) otrzymujemy:
|  |  | {\displaystyle -4\pi r^{2}c_{s}^{\frac {2}{\gamma -1}}v=(K\gamma )^{\frac {1}{\gamma -1}}{\dot {M}},} |  | (6) |

|  |  | {\displaystyle {\frac {1}{2}}v^{2}+{\frac {1}{\gamma -1}}c_{s}^{2}-{\frac {GM}{r}}=E.} |  | (7) |

Biorąc pod uwagę logarytmiczną pochodną równania (1), tj.
|  |  | {\displaystyle {\frac {2}{r}}+{\frac {1}{\rho }}{\frac {dp}{d\rho }}+{\frac {1}{v}}{\frac {dv}{dr}}=0} |  | (8) |

można wyeliminować {\displaystyle d\rho /dr} z równania (2) i otrzymać w ten sposób równanie sferycznej akrecji (ale też wiatru gwiazdowego):
|  |  | {\displaystyle (v^{2}-c_{s}^{2}){\frac {1}{v}}{\frac {dv}{dr}}={\frac {2}{r}}c_{s}^{2}-{\frac {GM}{r^{2}}},} |  | (9) |

gdzie {\displaystyle c_{s}} jest dane wzorem (7).
Równanie (9) pozwala wyznaczyć wartość radialnej pochodnej prędkości akrecji, a tym samym wyznaczyć radialny profil samej prędkości. Łatwo zauważyć, że wartość tej pochodnej jest dobrze określona tylko gdy {\displaystyle v^{2}\neq c_{s}^{2}.} Natomiast w punkcie, w którym prędkość gazu równa się lokalnej prędkości dźwięku ({\displaystyle v^{2}=c_{s}^{2}} – punkt dźwiękowy), wymagane dla regularności rozwiązania jest jednoczesne zerowanie się prawej strony równania (9). Stąd wynika wzór na położenie punktu dźwiękowego:
{\displaystyle r_{sonic}={\frac {GM}{2c_{s,sonic}^{2}}}={\frac {5-3\gamma }{4(\gamma -1)}}{\frac {GM}{E}},}
W tym wyprowadzeniu należy skorzystać z równania (7) kładąc {\displaystyle v_{sonic}=-c_{s,sonic}{:}}
{\displaystyle v_{sonic}=2{\frac {\gamma -1}{\gamma +1}}\left(E+{\frac {GM}{r}}\right).}

## Tempo akrecji
Równania (6) i (7) można teraz zapisać w sposób następujący:
{\displaystyle (K\gamma )^{1/(\gamma -1)}{\dot {M}}=4\pi r_{sonic}^{2}|v_{sonic}|^{(\gamma +1)/(\gamma -1)},}
{\displaystyle E={\frac {5-3\gamma }{2(\gamma -1)}}v_{sonic}^{2}.}
Z powyższych równań widać, że tempo akrecji {\displaystyle {\dot {M}},} dla którego spełniony jest warunek regularności w punkcie dźwiękowym, nie jest niezależne od stałej Bernoulliego, {\displaystyle E.} Aby rozwiązanie było ponaddźwiękowe (przechodziło w regularny sposób przez punkt dźwiękowy), musi być spełniona między nimi następująca relacja:
|  |  | {\displaystyle {\dot {M}}=\pm \pi (GM)^{2}(K\gamma )^{-1/(\gamma -1)}\left({\frac {2E(\gamma -1)}{5-3\gamma }}\right)^{\frac {5-3\gamma }{2(\gamma -1)}}.} |  | (10) |

Stałą Bernoulliego {\displaystyle E} można interpretować na podstawie wzoru (7) jako proporcjonalną do temperatury ośrodka międzygwiazdowego stanowiącego rezerwuar materii dla akreującego obiektu. Według powyższego rozumowania temperatura owego ośrodka jednoznacznie determinuje tempo akrecji zgodnie ze wzorem (10). Akrecja stacjonarna jest możliwa tylko dla {\displaystyle 1<\gamma \leqslant 5/3.} W przypadku nierelatywistycznego gazu o {\displaystyle \gamma =5/3} tempo akrecji wynosi:
|  |  | {\displaystyle {\dot {M}}=\pm 1,460(GM)^{2}K^{-3/2}.} |  | (11) |

Warto zauważyć, że dokładnie te same równania opisują proces wywiewania materii („ujemnej akrecji”) z powierzchni obiektu będącego źródłem pola grawitacyjnego. Takim procesem jest np. utrata materii z gwiazd poprzez wiatr gwiazdowy. W tym przypadku tempo utraty masy na skutek wiatru określone jest również wzorem (10), wówczas na początku będzie minus.